# Platanus occidentalis
Espèce
Classification phylogénétique
Répartition géographique
Statut de conservation UICN

 LC  : Préoccupation mineure
Le Platane d'Amérique, Platane occidental ou Sycamore, appelé plus rarement Platane d'Occident, (Platanus occidentalis) est une espèce d'arbre de la famille des Platanacées, utilisée comme arbre d'ornement. Cette espèce originaire d'Amérique du Nord fut introduite en Europe occidentale au cours du XVIIe siècle. Le nom commun américain est "sycamore", à ne pas confondre avec le sycomore d'Europe (qui est un érable).

## Description
Le platane d'Amérique est un grand arbre qui peut atteindre jusqu’à  50 mètres de haut, mais atteint plutôt 20-25 mètres en milieu urbain, là où il majoritairement planté. Il a un houppier large de forme générale ovoïde. L'écorce brun clair et lisse se délite par plaques arrondies laissant des taches jaunâtres, surtout sur les grandes branches, plus que sur le tronc.
Les feuilles caduques, alternes, sont aussi larges que longues (de 15 à 25 cm). Elles sont à nervation palmée et comptent trois ou cinq lobes aigus et dentés, peu profonds.
Les fleurs, unisexuées, sans périanthe, sont réunies en chatons globuleux pendants et généralement solitaires, contrairement aux autres espèces de platanes.

Les fruits sont des petits akènes groupés en boules ou glomérules de 3 cm de diamètre.

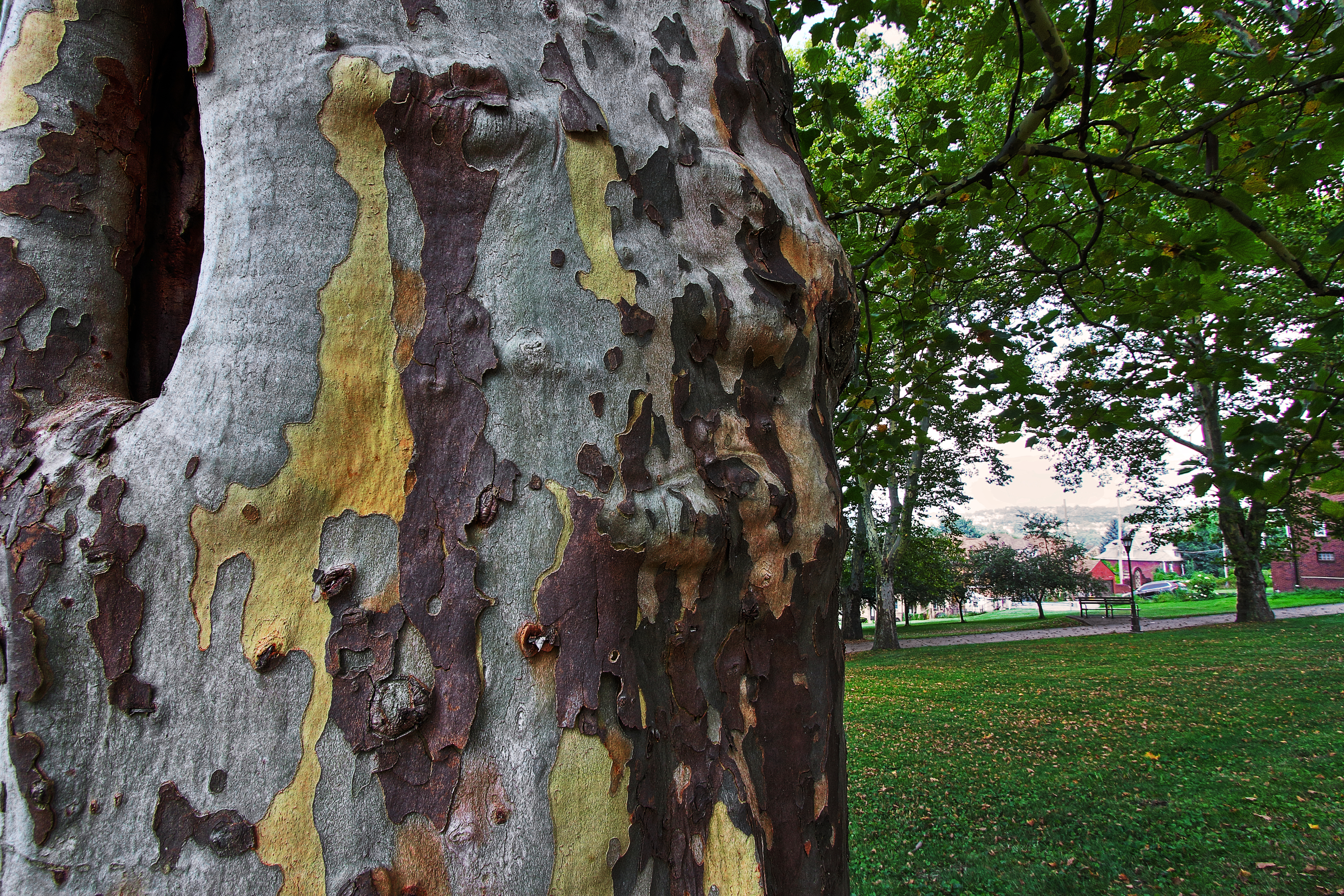
Tronc mature.
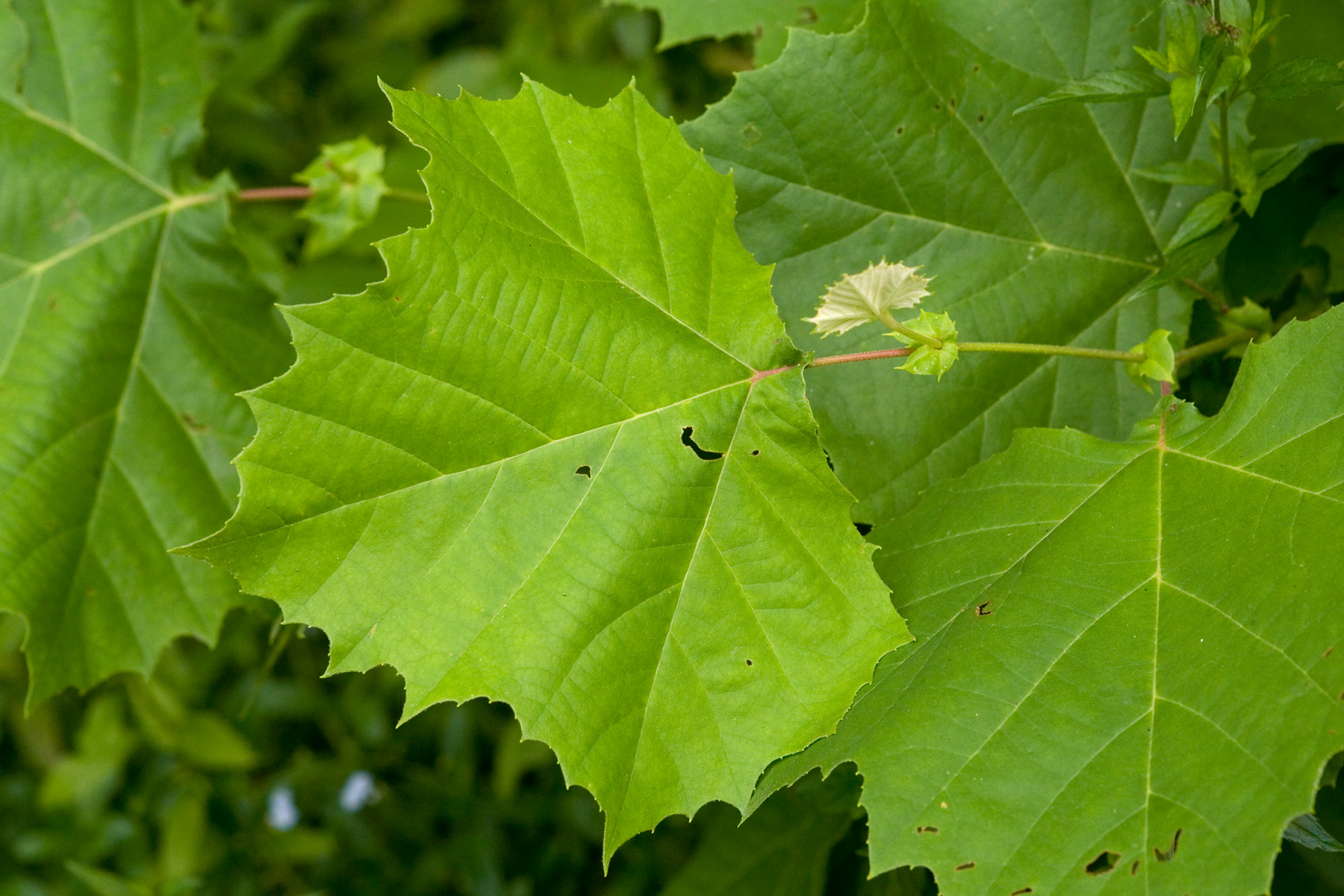
Feuilles.
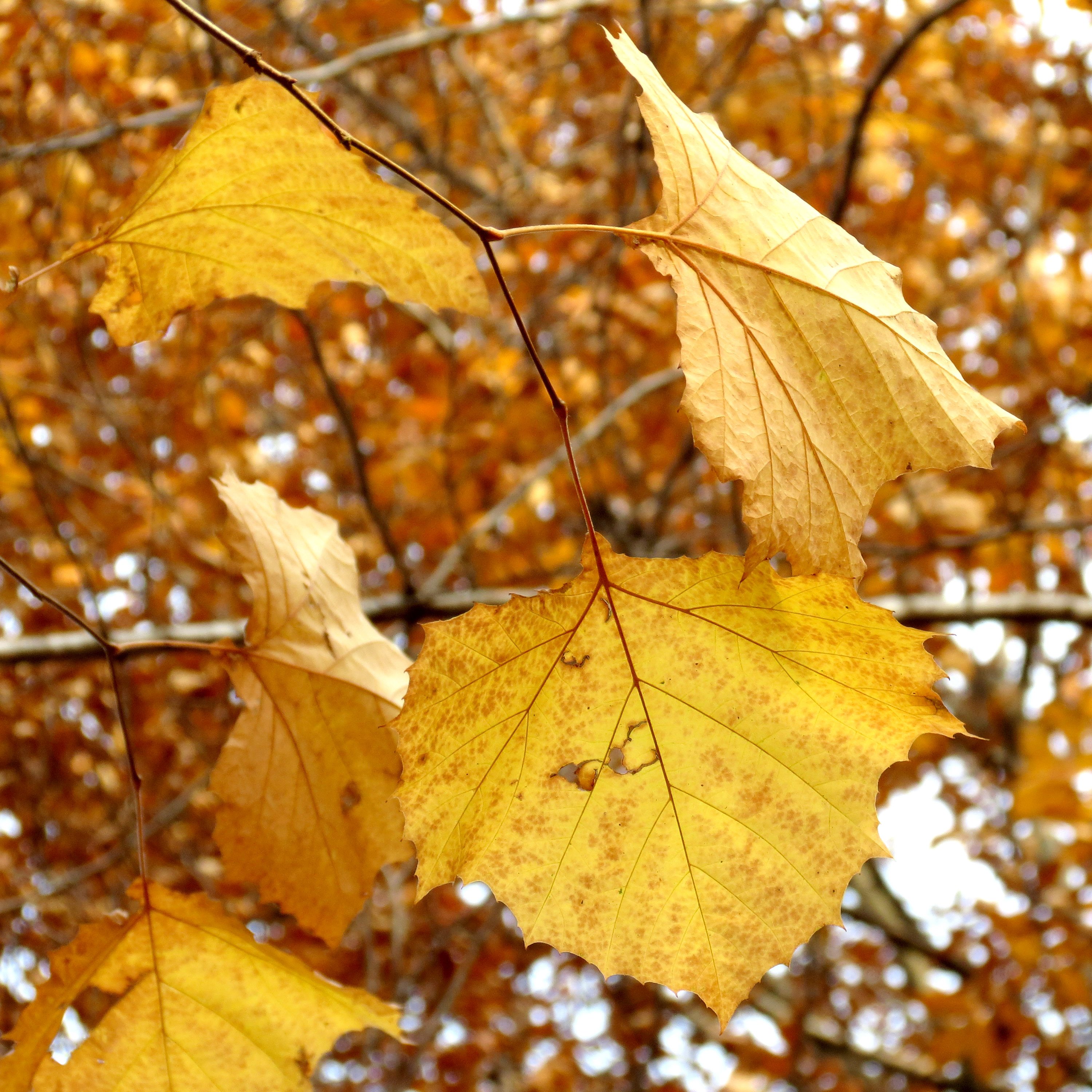
Feuilles d'automne.
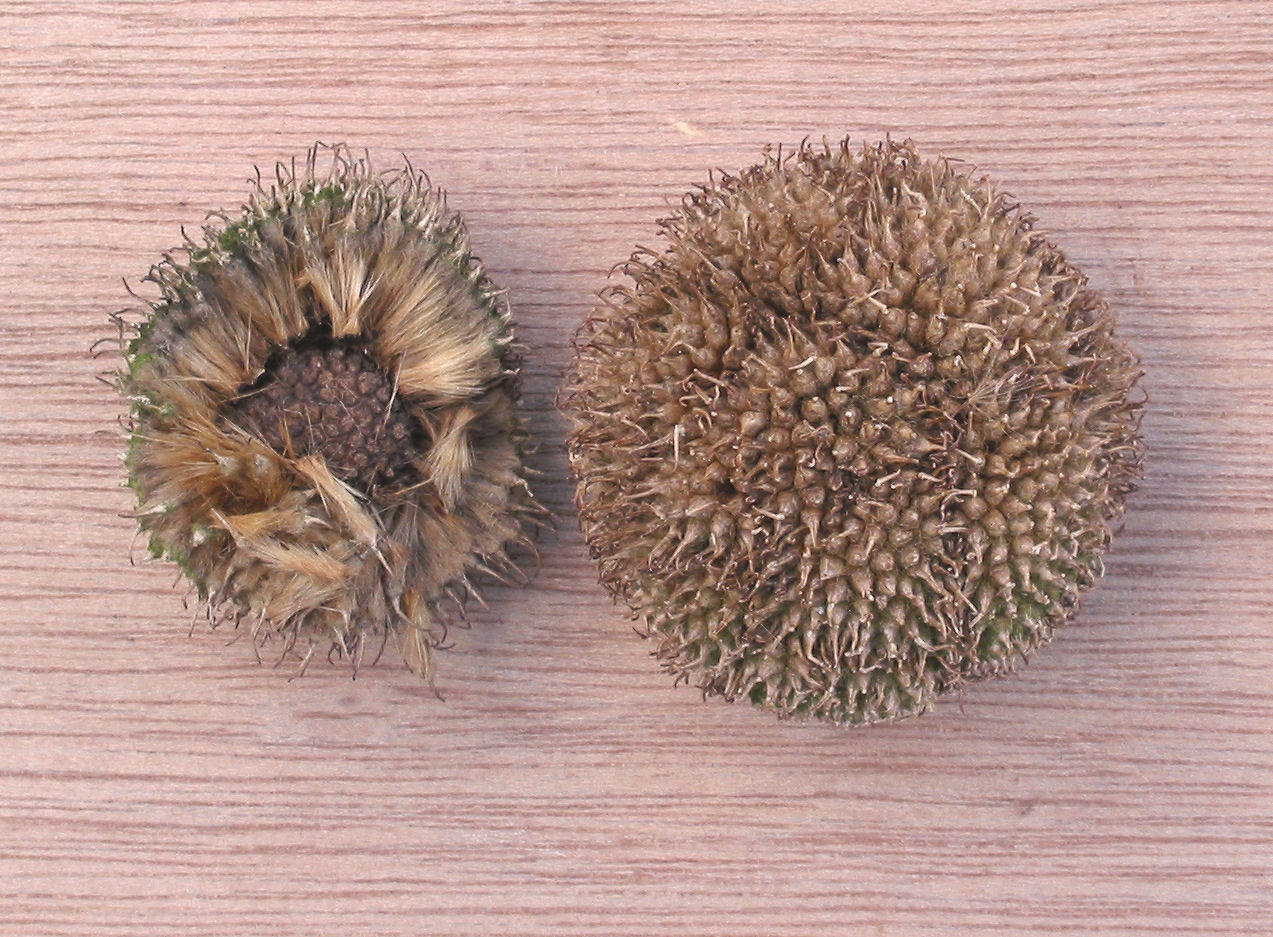
Fruit.
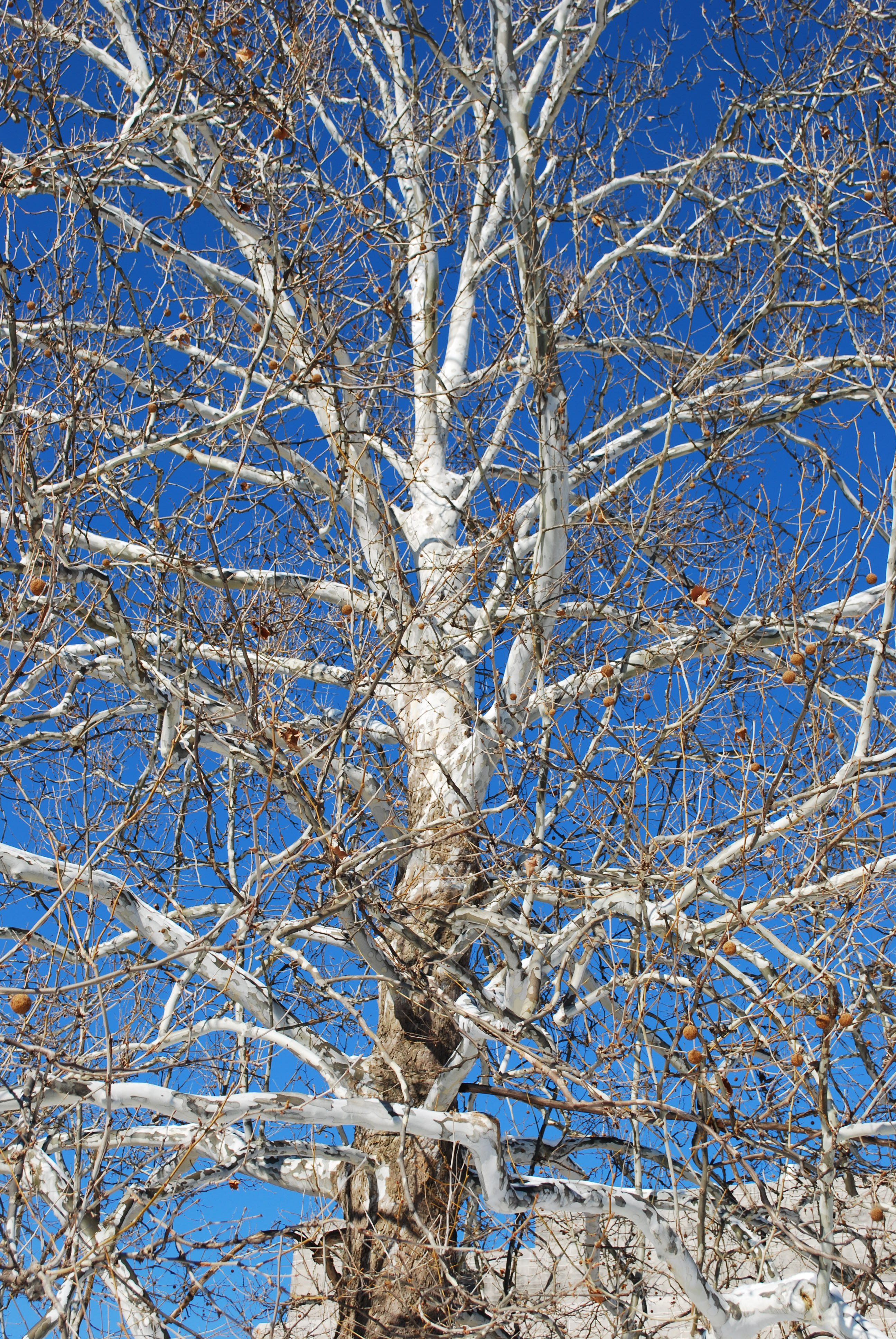
Arbre en dormance.

## Distribution
Cette espèce est originaire d'Amérique du Nord, principalement de l'est des États-Unis (jusqu'au Texas et au Wisconsin) et du Canada (sud de l'Ontario et limite sud du Québec).
L'arbre fut introduit en Europe en 1637, de même que le Cyprès chauve, par John Tradescant le Jeune au retour de son premier voyage en Virginie. Il est de nos jours cultivé sur les autres continents, mais a quasiment disparu d'Europe où il a été supplanté par le platane commun.

## Liste des variétés
Selon NCBI (16 déc. 2010) :
- variété Platanus occidentalis var. glabrata
- variété Platanus occidentalis var. occidentalis
- variété Platanus occidentalis var. palmeri

## Utilisation
Le platane d'Amérique est utilisé comme arbre d'ornement, surtout en Amérique du Nord.
Son bois est utilisable en menuiserie.